# Притвиц, Карл Карлович
Барон Карл Карлович Притвиц (нем. Carl Leonhard Friedrich Anton von Prittwitz, 1797—1881) — генерал от кавалерии, генерал-адъютант.

## Биография

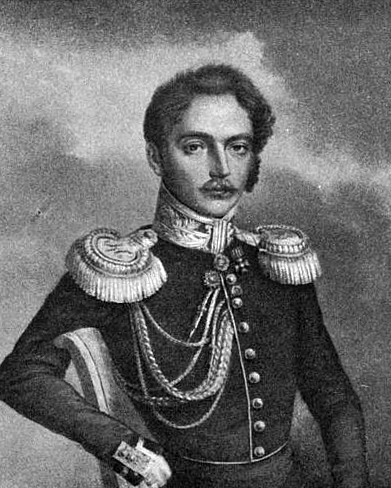
Флигель-адъютант К. К. Притвиц

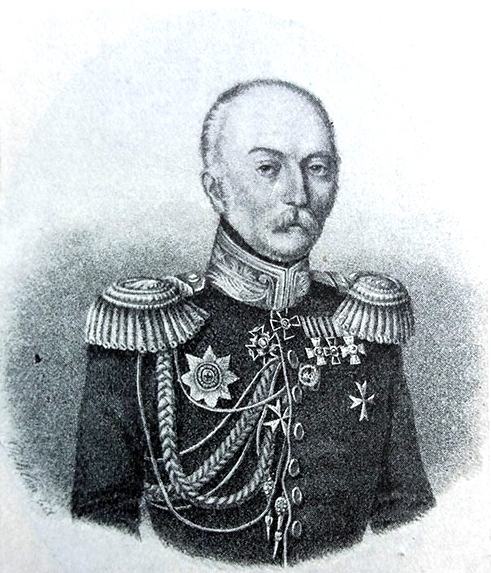
Генерал-адъютант К. К. Притвиц

Карл Притвиц родился в семье отставного ротмистра прусской службы Карла Карловича ( Отто Карл фон ) Притвица и жены его баронессы Каролины урождённой фон Дибич.
Родился в Поношау в Силезии 20 ноября 1797 года.
Его род записан в дворянские книги Санкт-Петербургской губернии.
Его братья: Павел (генерал-лейтенант, сенатор) и Фёдор (генерал-майор, директор Строительного института Министерства путей сообщения).
Поступив 11 ноября 1814 года юнкером в 49-й егерский полк, он в 1813 году был переведён в Низовский пехотный полк, с которым, в апреле 1813 года, выступил в Заграничный поход, но в пути был командирован колонновожатым в свиту Его Величества по квартирмейстерской части и 3 сентября 1815 года был произведён в корнеты с назначением в Серпуховский уланский полк, с которым совершил поход от Варшавы через Германию во Францию.
22 июня 1817 года перешёл в лейб-гвардии Уланский Его Величества полк. 12 декабря 1828 года Притвиц получил чин ротмистра.
Командуя в 1830 году эскадроном, отличился своей находчивостью и распорядительностью в Варшаве при начале восстания поляков в ночь на 17 ноября 1830 года, когда он был дежурным по своему полку. Получив известие о начавшемся в городе мятеже, он велел немедленно бить тревогу и один из первых в порядке привел полк к Бельведеру. Затем, после удаления цесаревича Константина Павловича с русской армией из пределов Польши, он со своим полком, в январе 1831 года, снова двинулся походом в Польшу в составе армии графа Дибича-Забалканского и 13 февраля принял участие в Гроховской битве, где со своим лейб-эскадроном врезался в три каре 1-го польского егерского полка и, несмотря на рану картечью в левый локоть, первым ворвался в середину правого каре, причём был вторично ранен пулею в левую руку. За этот подвиг он получил орден св. Анны 2-й степени и был пожалован флигель-адъютантом, а затем принял участие в нескольких делах этой кампании. Также за эту кампанию он получил польский знак «Virtuti Militari» 4-й степени.
Продолжая службу в полку (с 1 мая в чине полковника) он, в качестве флигель-адъютанта, до 1841 года выполнил 15 особых Высочайших командировок, 16 апреля 1841 года был произведён в генерал-майоры Свиты Его Величества.
14 января 1849 года Притвиц был назначен командиром лейб-гвардии Уланского Его Величества полка и во главе его участвовал в походе русских войск к западным пределам Империи, по случаю Венгерской кампании.
В ноябре 1849 года назначен начальником 1-й бригады 2-й лёгкой кавалерийской дивизии, а 6 декабря произведён в генерал-лейтенанты, пожалован званием генерал-адъютанта и 13 декабря назначен начальником 7-й лёгкой кавалерийской дивизии.
12 декабря 1854 года Притвицу велено было состоять при особе государя императора, причём он несколько раз сопровождал его в поездках по России и за границей и выполнил значительное число разных поручений и командировок.
В 1856 году Притвиц был назначен исправляющим должность попечителя Санкт-Петербургских военных госпиталей и нёс эти обязанности до упразднения должности в 1861 году, а 13 февраля этого года, в ознаменование тридцатилетия Гроховской битвы, был произведён в генералы от кавалерии с оставлением в должности генерал-адъютанта и с зачислением по гвардейской кавалерии.
В период времени с 1833 по 1858 год, он был удостоен орденов: св. Станислава 2-й степени, св. Анны 2-й степени, св. Владимира 3-й степени, св. Георгия 4-го класса (17 декабря 1844 года, за беспорочную выслугу 25 лет в офицерских чинах, № 7137 по кавалерскому списку Григоровича — Степанова), св. Станислава 1-й степени (в 1845 году), орден св. Анны 1-й степени (в 1848 году), св. Владимира 2-й степени (в 1856 году), Белого Орла (в 1860 году), св. Александра Невского (в 1864 году) и наконец св. Владимира 1-й степени, который был пожалован ему 13 февраля 1881 года, в 50-ю годовщину битвы при Грохове.
Умер Притвиц 10 марта 1881 года.
Его сыновья: Николай (генерал-лейтенант, также был командиром лейб-гвардии Уланского Его Величества полка), Иван (генерал-майор).